# Karl Werner Plath
Karl Werner Plath (* 10. April 1951 in Delitzsch; † 18. März 2006 in Berlin) war ein deutscher Lyriker, Germanist, Liedtexter, Hörspiel-Autor und Nach-Dichter der Shakespeare-Sonette.

## Leben
Karl Werner Plaths Bruder ist der neun Jahre jüngere Journalist und Theaterwissenschaftler André Plath. Nach der Grundschule begann Karl Werner Plath eine Berufsausbildung als Preßwerker mit Abitur in Wolfen und wurde 1970 Mitglied der SED. Ein Studium, das er an der Offiziershochschule der Grenztruppen der DDR „Rosa Luxemburg“ begann, brach er kurze Zeit später aus psychischen Gründen ab. Durch Vermittlung von Helene Weigel, die er 1967 als Sieger des Rezitatoren-Wettbewerbes der DDR in Jena kennengelernt hatte, bekam Karl-Werner Plath von 1970 bis 1972 Arbeit als Assistent des Regisseurs Kurt Veth beim Fernsehen der DDR. Nach einem einjährigen Volontariat bei der Leipziger Abendzeitung Azet verließ er das Blatt und wurde hauptamtlicher FDJ-Sekretär in der Schokoladenfabrik in Delitzsch.
Im Jahr 1974 begann er ein Studium der Germanistik an der Humboldt-Universität. Fünf Jahre lang war er Mitglied der FDJ-Leitung für Agitation und Propaganda und wirkte im Kulturausschuss der SED-Parteijugend mit. Im Oktober 1979 verlor er seine Parteimitgliedschaft wegen Verletzung der Studiendisziplin und landete im Januar des folgenden Jahres wegen Psychotischer Episoden im Berliner St. Josephs-Krankenhaus. Die folgenden Jahre arbeitete er als Korrektor und brachte bei kleineren Verlagen Gedichtbände heraus.
Am Rosenmontag des Jahres 1984 versuchte Plath sich das Leben zu nehmen, indem er in den Löwenkäfig des Leipziger Zoos kletterte. Die Selbstanzeige bei der Staatssicherheit als Staatsfeind blieb auf Grund vermuteter Geisteskrankheit unbeachtet. Es folgten der Aufenthalt in einer katholischen psychiatrischen Heilanstalt und eine Tätigkeit als Bibliotheksleiter.
Zwischen 1993 und 1996 versuchte der inzwischen schwerkranke Alkoholiker als freier Journalist mit Kulturberichterstattung für Zeitungen noch einmal auf die Beine zu kommen. Gemeinsam mit dem 1955 in Ulm geborenen Autor und Regisseur Bernhard Wolf schrieb er überdies einen Radioessay und ein Hörspiel für das Kulturprogramm des Mitteldeutschen Rundfunks.
Karl-Werner Plath lebte lange Jahre einsam, krank und verwahrlost ohne festen Wohnsitz überwiegend in Berlin, aber auch in Wien, Prag, Budapest, Köln und Hamm, wo er sich in Kneipen und Restaurants mit Akrostichen, (Gedichten, bei denen die senkrecht gelesenen Anfangsbuchstaben der Verszeilen ein Wort ergeben) auf die Vornamen der Gäste seinen Lebensunterhalt erdichtete.
Karl Werner Plath starb 54-jährig im Jahr 2006.

## Zitat
„Monolog der Gelben Raupe
Ich krieche mühsam nur auf kalter Erde
Und habe Angst daß jemand mich zertritt
Wer weiß denn wer ich wirklich bin!
Die gelbe Raupe jetzt,
Doch in mir wohnt ein herrlich bunter Schmetterling...“

## Hörfunk
- Als die Mauer fiel, wusste ich, was auf uns zukommt., Redebeitrag zur Reihe Liebes Volk!, Redaktion: Ulrich Griebel, ca. 12 min., Ursendung: 15. November 1992, MDR KULTUR[3]
- Die Anstalt zieht um, Hörspiel zusammen mit Bernhard Wolf, mit Elsa Grube-Deister, Marylu Poolman, Edwin Marian, Wolfgang Winkler, Jutta Hoffmann u. a., Regie: Robert Matejka, MDR KULTUR 1998
- Im Frieden der Menschheit – Im Kriege dem Vaterland: Fritz Haber und die Ammoniaksynthese, Radioessay zusammen mit Bernhard Wolf, MDR KULTUR 1999

## Liedtexte
- Doch das Feuer dieser Erde. Komposition: Rainer Uebel, Electra-Combo, Dresden, 1974, AMIGA-Single 4 56 0411974
- Eisen. Komposition: Lutz Heinrich, Arrangement: Ralph Stolle, Gruppe SET, Leipzig, auf der LP Hallo, 1/1975, AMIGA-LP 8 55 346
- Tshigiten-Legende. Komposition: Dieter Wiesjahn, Babylon, Berlin, 1976, auf der Amiga-CD – 88697498062, 2009

## Film
- Bernhard Wolf und Maya Klett: Dichtung und Wahnsinn –  1 Hommage an einen verkannten Dichter.... Musik: Jens Kruse, Dramaturgie: Maya Klett, Starring: Karl-Werner Plath, Regie: Bernhard Wolf, 70 Minuten, Euro Art Berlin/United Network 2000